# Isabel Miller
Isabel Miller est le nom de plume de la romancière américaine Alma Routsong (Traverse City, 26 novembre 1924 - Poughkeepsie 4 octobre 1997), connue pour ses romans lesbiens.

## Biographie
Née dans le Michigan, elle sert dans la marine américaine lors de la Seconde Guerre mondiale. Elle travaille ensuite dans un hôpital.
Ses deux premiers romans (des romans sentimentaux) paraissent sous son nom de femme mariée, Alma Routsong. Après son divorce, les suivants, ouvertement lesbiens, sont publiés sous son pseudonyme, Isabel Miller. Ce nom de plume est créé à partir de l'anagramme de Lesbia et du nom de jeune fille de sa mère. Son roman A Place for Us, réédité sous le titre Patience & Sarah, raconte l'histoire d'amour entre les deux narratrices, deux célibataires, Patience et Sarah, au début du XIXe siècle, dans un comté de New York. Il reçoit en 1971 le premier Gay Book Award décerné par l'American Library Association.
Entre 1968 et 1971, elle travaille à l'université Columbia. Du milieu des années 1970 à 1986, elle est relectrice pour le magazine Time. Elle était membre de l'association lesbienne Daughters of Bilitis et fut même arrêtée par la police lors d'une manifestation.

## Œuvres
- A Gradual Joy, Boston, Houghton Mifflin Company, 1953
- Round Shape, Boston, Houghton Mifflin Company, 1959
- A Place for Us, New York, Bleeker Street Press, 1969 réédité sous le titre Patience and Sarah, New York, McGraw-Hill, 1971. Traduction : Patience et Sarah (en), Paris, Grasset, 1973 ; Patience et Sarah, Nouvelle traduction intégrale suivie de l'histoire de la genèse de Patience et Sarah, récit biographique sur Isabel Miller, Éditions Dans L'Engrenage, 2004.
- The Love of Good Women, Tallahassee (Floride), Naiad Press, 1986
- Side by Side, Tallahassee, Naiad Press, 1991
- A Dooryard Full of Flowers: and Other Short Pieces, Tallahassee, Naiad Press, 1993
- Laurel, Tallahassee, Naiad Press, 1996